# Thomas Ittig
Thomas Ittig (en latin Ittigius) est un théologien protestant allemand, né à Leipzig en 1643, mort dans cette ville en 1710. Il se fit ordonner pasteur en 1671, et fut nommé, en 1677, professeur extraordinaire de théologie à Leipzig.
Il rédigea sa thèse "Commentatio theologica ad Theodori Abucarae opusculum de baptismo fidelium ante Christi adventum…", qui ne fut publiée qu'en 1743, sur (ou plutôt "contre") un des opuscules grecs de Théodore Abu Qurrah.

## Œuvre
- Oratio parentalis D.S.B. Carpzovii, Dresde, 1708, fol.

Voy. Samuel Benedikt Carpzov
- (la) Commentatio theologica ad Theodori Abucarae opusculum de baptismo fidelium ante Christi adventum defunctorum per aquam, quae ex ejus latere profluxi par, Thomas Ittig, 1743

## Source
Bibliographie biographique ou Dictionnaire de 26000 ouvrages tant anciens que modernes relatifs à l'histoire de la vie publique et privée des hommes célèbres de tous les temps et de toutes les nations.